# Reie
Reie est le nom donné autrefois à un fleuve de la plaine maritime belge. Artère principale d’un bassin-versant s’étendant d’Egem au sud à Aertrycke à l’ouest et à Beernem à l’est, la Reie collectait ainsi l’eau de toute la région sise au sud de Bruges. Communiquant avec la mer du Nord au travers d’un chenal à marée navigable, elle joua un rôle important dans l’apparition et le subséquent développement économique de la ville de Bruges. 
D’après la thèse la plus généralement admise, le cours supérieur de ce qui était désigné sous la dénomination de Reie coïncidait avec l’actuel ruisseau nommé Rivierbeek (ou l’un de ses affluents, le Waardammerbeek), lequel coule à travers Waardamme vers Moerbrugge. La Reie accueillait à sa droite les eaux de la Zuidleie (remplacée depuis par le canal Gand-Bruges), qui arrivait de Hansbeke. La Reie pénétrait ensuite dans la ville de Bruges par le Minnewater, à l’origine évasement naturel du fleuve, et traversait cette ville dans une direction sud-nord selon un tracé correspondant vraisemblablement à ce qui est aujourd’hui la séquence Bakkersrei, Dijver, Kraanrei, Spiegelrei et Lange Rei, recevant au passage plusieurs affluents. Ici, le fleuve finira au fil du temps par s’intégrer dans un dense réseau de voies navigables, appelées collectivement reien (ou binnenreien) — le terme Reie, sans doute d’origine celtique, servant désormais à nommer, par extension et sous la forme du nom commun rei, toute voie d’eau intra muros, qu’elle ait ou nom une base naturelle. Bien que plusieurs portions de rei, tombées hors d’usage, aient depuis lors été comblées ou voûtées, le réseau actuel correspond encore largement à ce qu’il fut autrefois, et a été en grande partie classé par les autorités flamandes au titre de paysage urbain d’intérêt historique.
Au-delà de Bruges, la rivière se cherchait une issue vers la mer du Nord, empruntant à cet effet successivement un chenal à marée débouchant dans la mer non loin de Blankenberghe, puis une branche du Zinkval, et enfin le Zwin, plus vaste et plus profond, né d’un violent raz-de-marée en 1134. L’ensablement de ce dernier, dont dépendait l’accessibilité de Bruges aux vaisseaux de mer, et dont était tributaire la prospérité de Bruges, provoqua le déclin rapide de la ville à la fin du Moyen Âge.
Au cours des siècles, l’hydrographie du bassin de la Reie fut profondément transformée, autant par des phénomènes naturels (raz-de-marée bouleversant ses liaisons avec la mer, ensablement du chenal par où s’écoulaient ses eaux etc.), que, dès le Moyen Âge, par la main de l’homme (en particulier les poldérisations et le creusement du canal de Gand).

## Étymologie
D’après l’Institut de la langue néerlandaise, le nom Reie (de même du reste que le terme anversois rui) dérive du vieux français roie, qui signifie ruisseau. La première attestation de ce nom à Bruges, sous la graphie Reye, date de 1282,. Selon d’autres auteurs, le nom Reie proviendrait du mot celtique rogia, lequel signifie « eau sacrée ». Il est notoire en effet que les Celtes tendaient à considérer rivières et sources comme des êtres divins.

## Cours supérieur

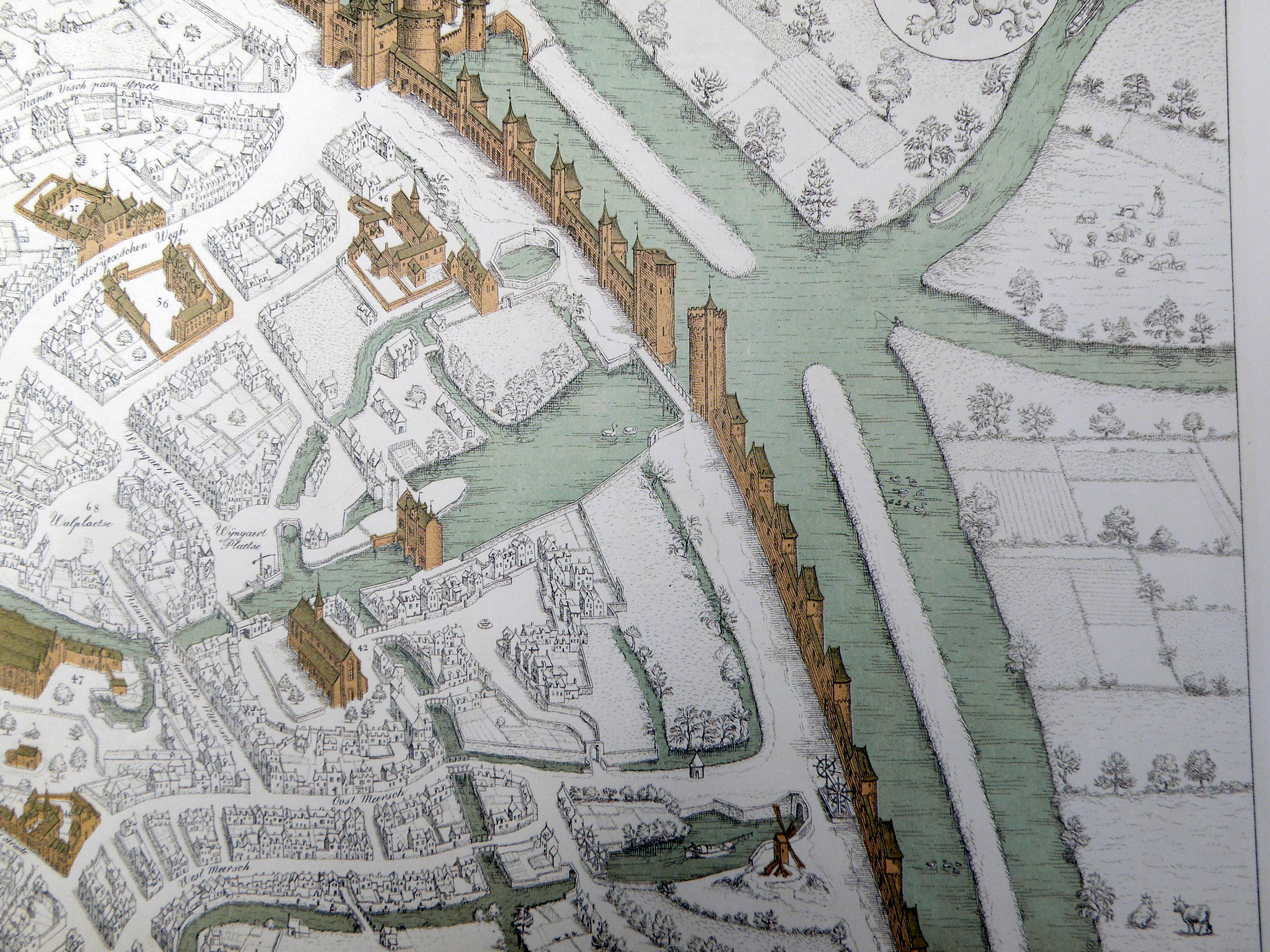
La Reie (en haut à droite, portant deux bateaux) traversant les remparts de Bruges dans le sud de la ville, peu après avoir reçu sur sa gauche les eaux de son affluent, le Kerkebeek. Carte de Marcus Gerards de 1562 (le nord est orienté vers la gauche).

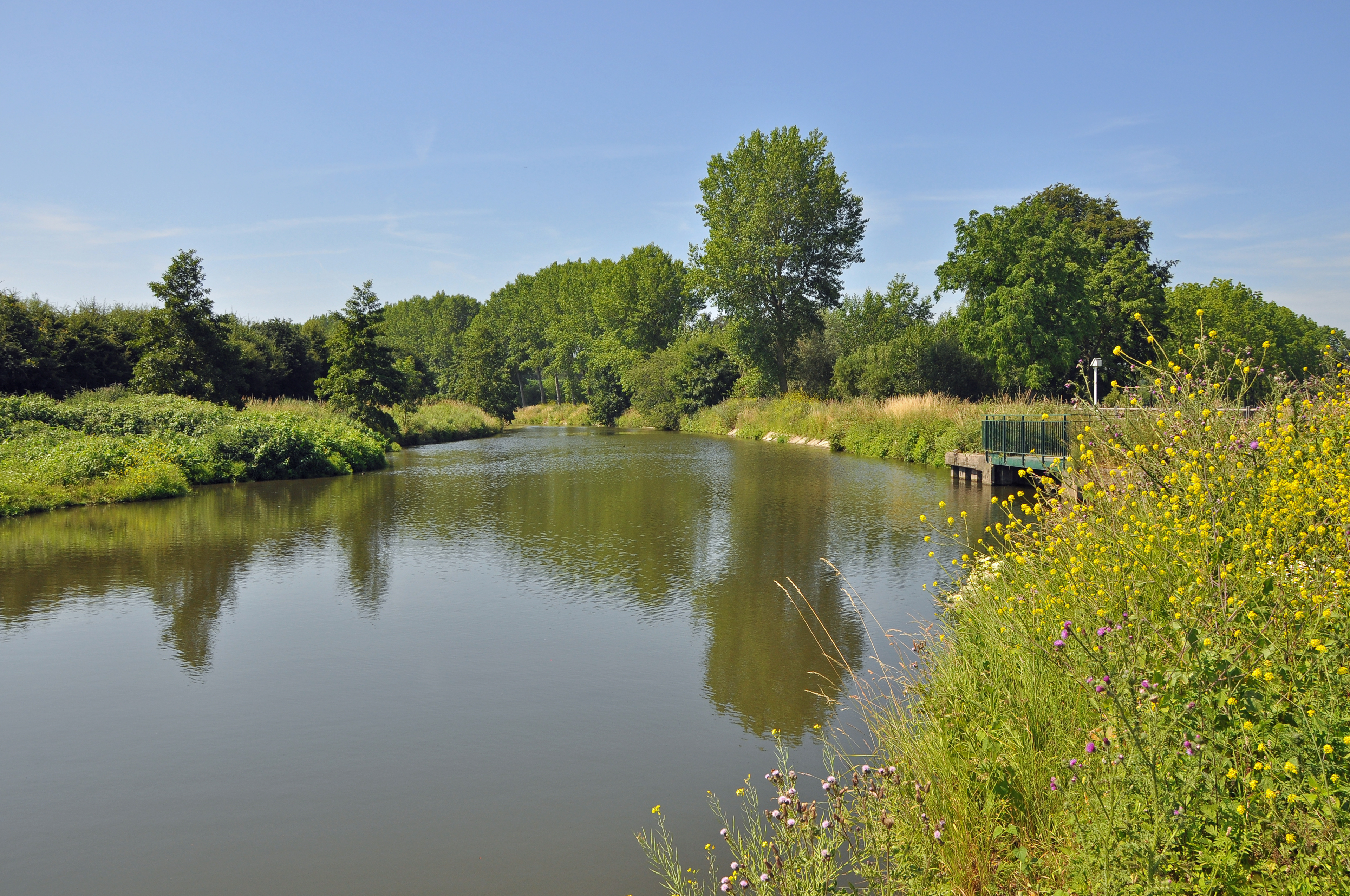
Le Rivierbeek pourrait être la rivière que l'on désignait autrefois par le nom de Reie.

La Reie était autrefois le cours d’eau le plus important au sud de Bruges et était l’artère principale d’un bassin hydrographique qui s’étendait jusqu’à Aertrycke, Wingene, Beernem et Oedelem. Ce que l’on désignait autrefois sous ce nom est généralement identifié par les géographes et les géologues au ruisseau appelé Waardammebeek, tributaire du Rivierbeek, et qui prend sa source entre Waardamme et Thourout ; la Reie aurait coulé en grande partie suivant le cours actuel de ce ruisseau à travers la commune d’Oostkamp jusqu’à la pointe sud de Bruges. D’autres l’ont identifié au Ringbeek, qui prend sa source à Egem, à une vingtaine de km (à vol d’oiseau) au sud de Bruges, et débouchait dans la Zuidleie. Aujourd’hui, les zones s’étendant le long du  Rivierbeek, et de son affluent le Waardammebeek, sont depuis octobre 1992 protégés au titre de paysage historique et culturel.
En aval de Moerbrugge et de Steenbrugge, la Reie pénétrait dans Bruges par le biais du Lac d'Amour (en néerlandais : Minnewater), d’abord évasement naturel du fleuve, puis plus tard lac de retenue et bassin d’écrêtement, créé par une écluse à la hauteur de l’actuel Sashuis. Peu avant de franchir les remparts et d’atteindre le Minnewater, la Reie accueillait les eaux du ruisseau Kerkebeek, ainsi qu’on peut l’apercevoir sur la carte de Marcus Gheeraerts, en haut à droite.
Cependant, il a pu être postulé également, arguments historiques à l’appui, que le ruisseau qui arrivait des confins de Beernem et d’Aalter (au sud-est de Bruges) aurait été le cours supérieur de la Reie ; c’est en effet cette rivière qui, étant possession de la ville de Bruges, fut transformé au Moyen Âge par canalisation en la Lys brugeoise (en néerlandais : Brugse Leie), préfiguration de l’actuel canal de Gand à Bruges.

## Traversée de Bruges: Reie etbinnenreien

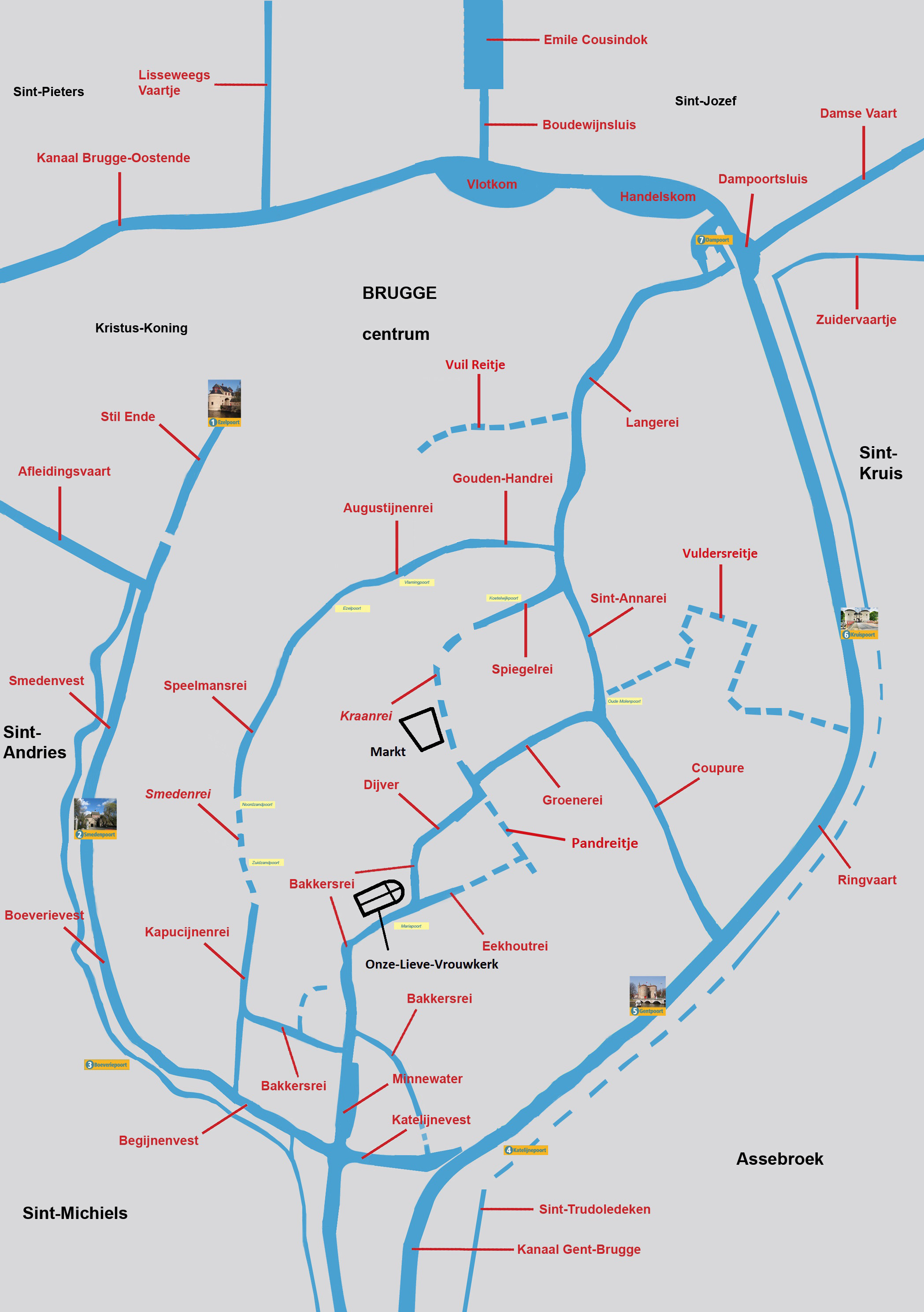
Carte représentant la Reie et les binnenreien dans le centre historique de Bruges. Les portions de rei disparues (par voûtement ou comblement) sont représentés en pointillés.

### Lit naturel de la Reie dans Bruges
En aval du Minnewater, la Reie coulait vers le nord, suivant un tracé ondulant, pour se précipiter aux alentours de la (future) Dampoort dans la plaine côtière. À l’heure actuelle, la ville de Bruges est toujours traversée du sud au nord par un cours d’eau, sans qu’il soit possible de dire si, ou dans quelle mesure, son tracé actuel correspond au lit naturel de la Reie. L’on peut admettre avec certitude cependant que le cours présent suit pour la plus grande part le lit originel. C’est presque certainement le cas de la Lange Rei (ou Langerei), le tiers nord de ce tracé, comme le porte à croire le cours doucement sinueux de celui-ci. Cependant, le virage à droite (vers l’est) que fait le Lange Rei peu avant de quitter Bruges n’est pas naturel, et date du XIIe siècle, c’est-à-dire de l’époque où le canal de Damme fut creusé. À l’origine, la Lange Rei se dirigeait en ligne droite vers le nord. 
Un autre segment de la Reie qui très vraisemblablement, sur la foi d’études archéologiques, suit aujourd’hui encore son cours naturel est le Kraanrei, lequel, aujourd’hui presque intégralement voûté, se faufile entre la Grand’Place et la place du Bourg. La Spiegelrei, qui prolonge au nord la Kraanrei, coule dans une ancienne dépression, où se sont accumulés des alluvions, incontestablement en provenance de la Reie, attestant le caractère naturel de ce segment.  

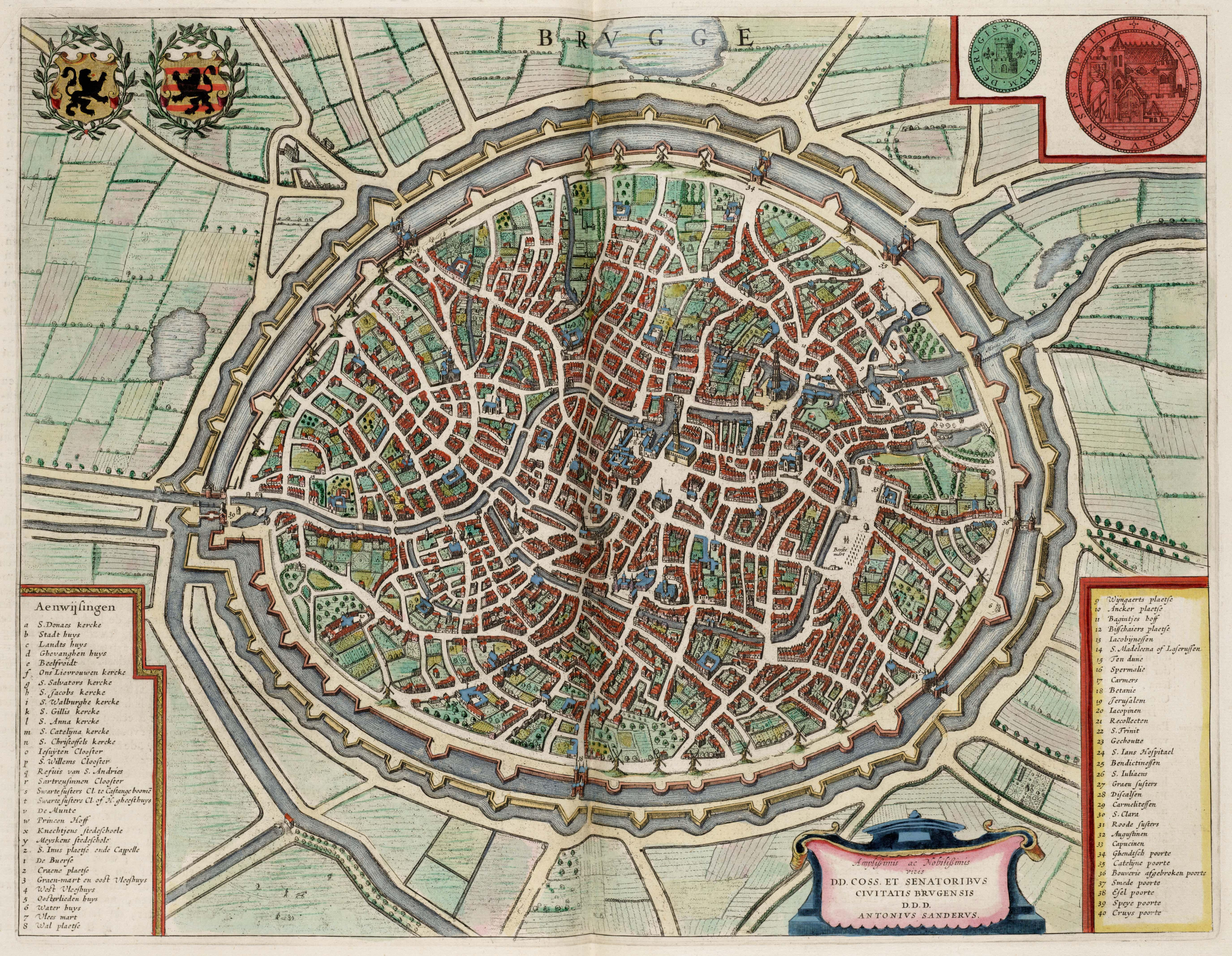
Plan de Bruges de 1649 permettant d'apprécier que le réseau brugeois actuel de voies navigables coïncide dans une large mesure avec ce qu'il fut au XVIIe siècle. Carte de Jan Blaeu (le nord est à gauche).

En ce qui concerne le Groene Rei (ou Groenerei, littér. Reie verte), dans lequel certains veulent voir le cours originel de la Reie, les indications archéologiques et géologiques sont moins univoques. Au XIIe siècle, et sans doute aussi avant, le Groene Rei remplissait la fonction de bief alimentant un moulin à eau sis près de l’actuel Molenbrug (littér. pont du Moulin), c’est-à-dire qu’il était à cette fin maintenu artificiellement à niveau. La désignation fossatum veteris molendini figurant sur une charte du XIIe siècle se rapporte probablement à ce segment et tend à en indiquer le caractère artificiel (fossatum = creusé) ; le fait que ce segment se fut vidé de ses eaux par suite d’un acte de sabotage commis sur le moulin en 1128 est une indice allant dans le même sens. Si ce nonobstant le Groenerei a été un cours d’eau naturel, il a au minimum été fortement canalisé, sinon eu son cours déporté. Cela vaut probablement aussi pour le Sint-Annarei, qui prolonge en aval le Groene Rei, au-delà du moulin susévoqué, même si le caractère artificiel du Sint-Annarei est moins clairement établi, la possibilité n’étant pas à exclure qu’il représente la canalisation du cours inférieur du Vuldersreitje, ruisselet venant d’Assebroek.
Plus au sud, le segment constitué par le Dyver (ou Dijver) est probablement naturel, dès lors que l’on considère comme démontré que le Kraanrei est le lit d’origine de la Reie ; cependant, certains ont supposé que la Dyver est un canal d’adduction artificiel alimentant un moulin, ce qui amènerait à admettre que le Kraanrei recevait ses eaux du Pandreitje et de l’Eekhoutrei, tous deux situés au sud-est de la Dyver. Un élément plaidant en faveur du caractère naturel et de la grande ancienneté du Dyver est l’origine prégermanique de son nom. 
Pour ce qui est du cours intra muros sud de la Reie, c’est-à-dire dans les environs de l’église Notre-Dame et de l’hôpital Saint-Jean, toute la lumière n’a pas encore pu être faite. Certains historiens postulent que la Reie courait jusqu’au début du XIIe siècle à l’ouest et au nord de ladite église ; autrement dit, au lieu de virer, juste devant l’hôpital Saint-Jean, vers la droite (vers l’est) pour couler, comme elle le fait aujourd’hui, au sud et à l’est de cette église, la Reie aurait poursuivi un cours vers le nord, à travers les terrains de l’hôpital Saint-Jean (qui ne sera construit que quelques décennies plus tard) et n’aurait fait son virage vers l’est (en direction du Dyver) qu’au-delà de l’église Notre-Dame. La mise au jour, lors de travaux effectués dans l’entre-deux-guerres sur le site de l’hôpital Saint-Jean, d’un ancien lit de rivière, y compris de quais maçonnés, semble accréditer cette thèse ; cependant, la présence de tels quais à une époque aussi ancienne apparaît si invraisemblable qu’il doit s’agir là d’une interprétation abusive de cette découverte archéologique. 
Le Spiegelrei et le Kraanrei, qui sont très vraisemblablement des segments du lit naturel de la rivière (certes canalisés et rétréci dans le cas du Kraanrei), d’une part, et le Groene Rei et le Sint-Annarei, qui sont probablement des cours d’eau artificiels, forment ensemble ce qu’il est convenu d’appeler le Grand Carré (Groot Vierkant), qui pourrait avoir été le siège d’un premier foyer de peuplement au haut Moyen-Âge. Une hypothèse voudrait que s’y soit fixé également, dans les premiers temps de la Bruges médiévale, un comptoir de commerce. Dans l’hypothèse peu probable où le Groenerei et le Sint-Annarei eussent été au départ des ramifications naturelles, ensuite certes fortement canalisées, ledit Grand Carré aurait de tout temps été une sorte d’île.

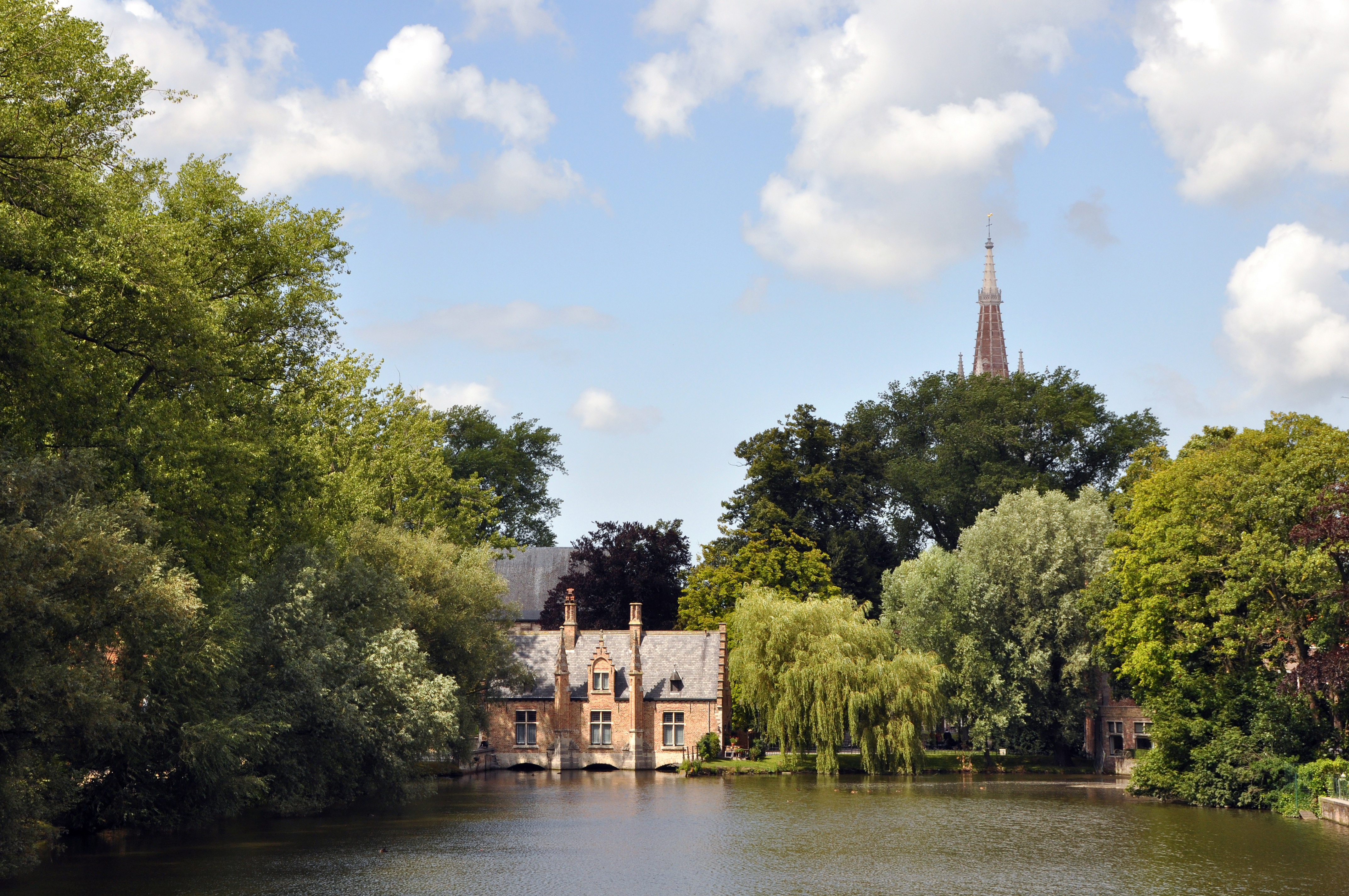
Le Lac d'Amour (en néerlandais : Minnewater), à l’origine évasement naturel de la Reie, devenu ensuite lac de retenue par une écluse (le Sashuis, visible au centre gauche).
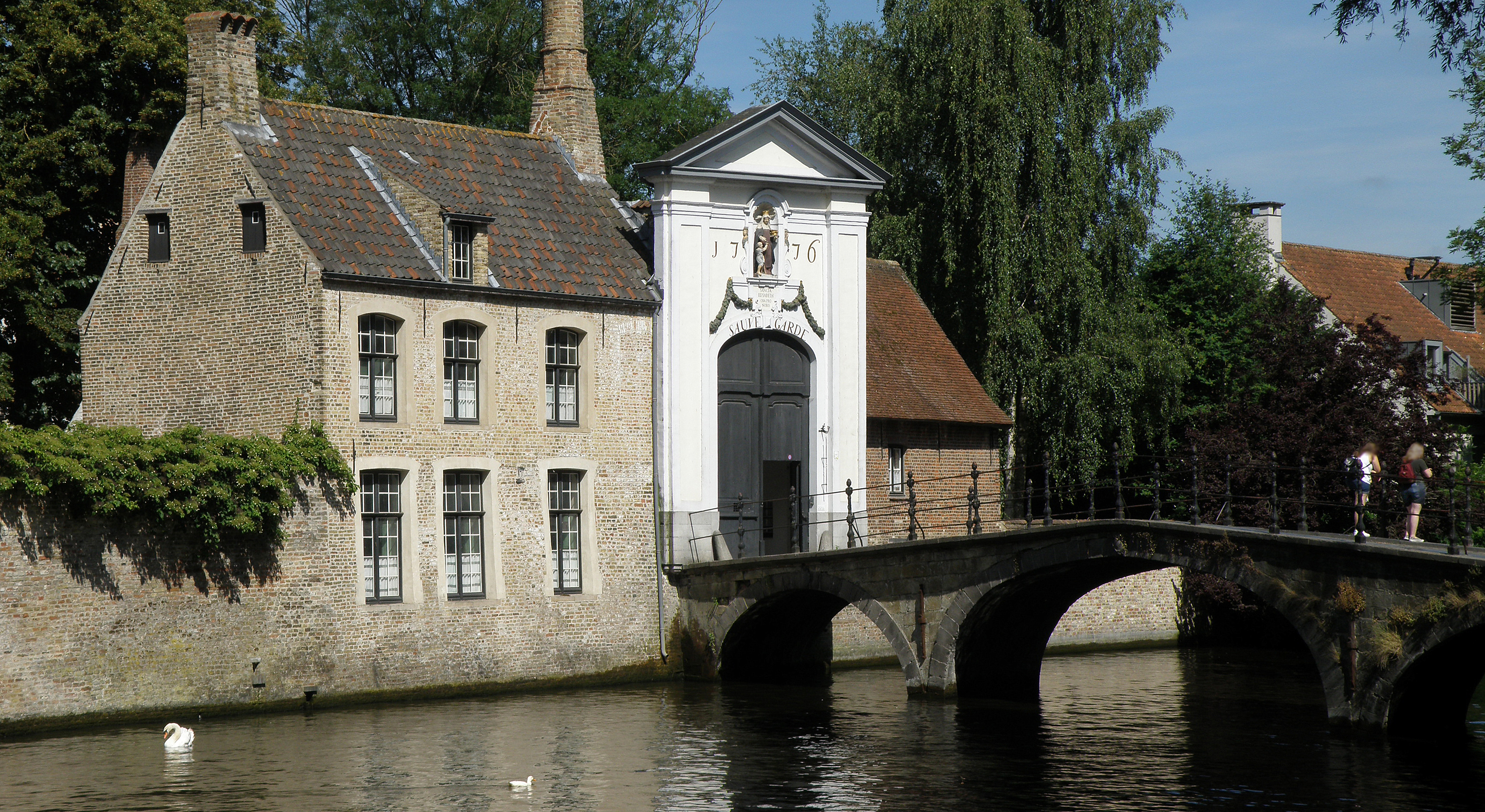
Le Bakkersrei, segment du lit naturel directement en aval du Lac d'Amour (en néerlandais : Minnewater) (ici à la hauteur du béguinage).
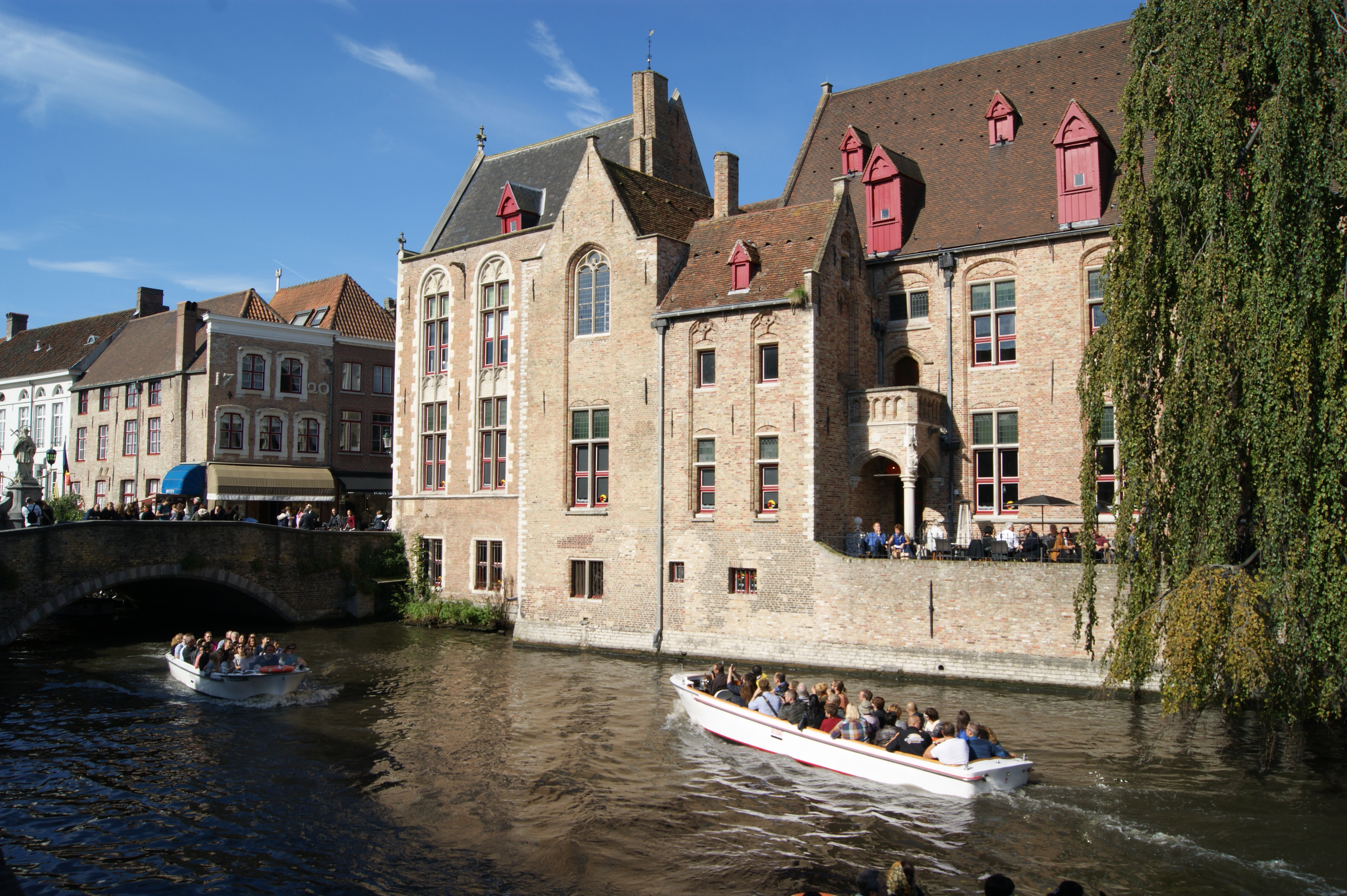
Le Dyver prend le relais du Bakkersrei jusqu’au quai du Rosaire.
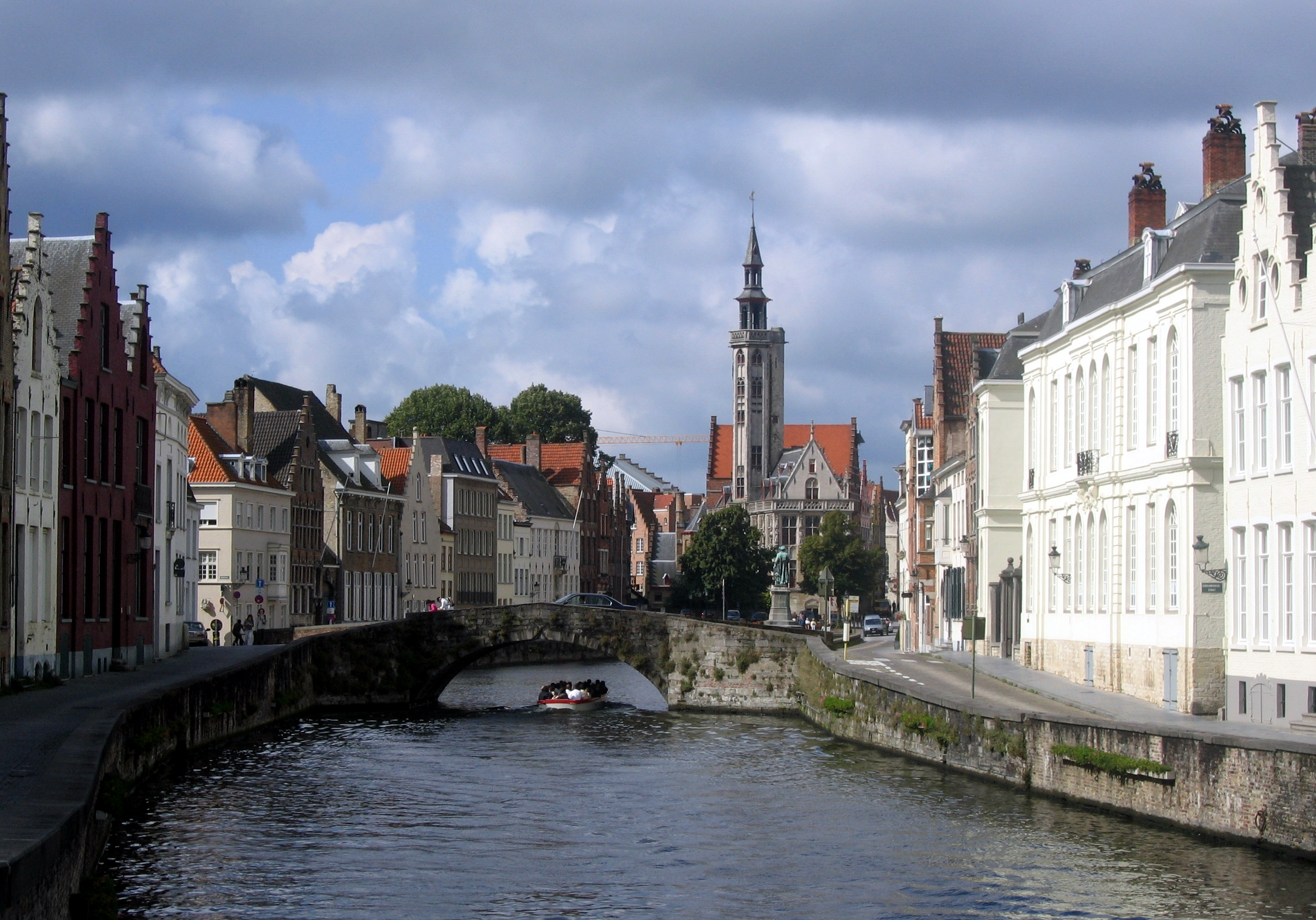
Le canal du Miroir, où la Reie refait surface après le tronçon voûté du Kraanrei.
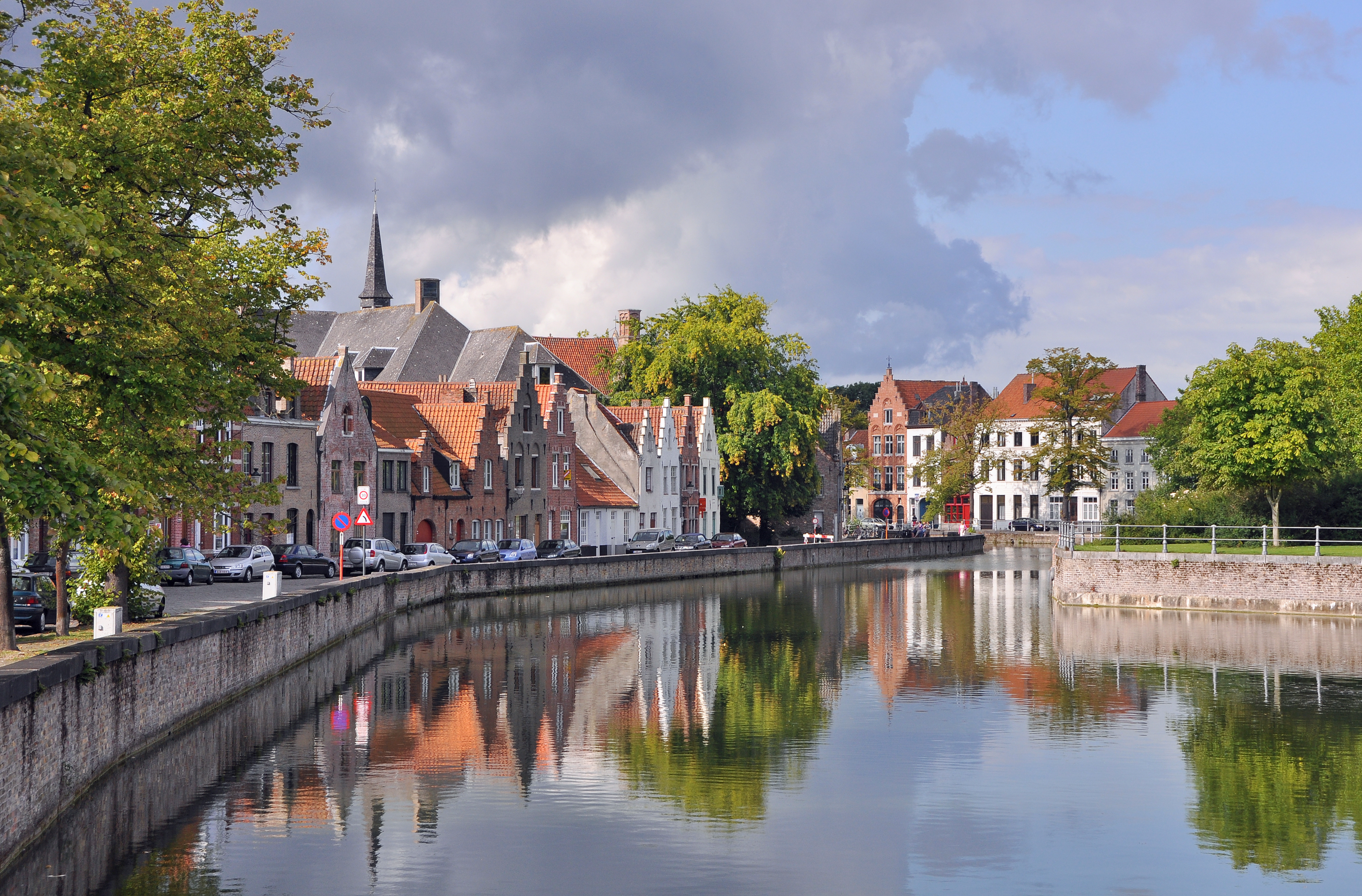
Le Langerei, dernier segment de Reie intra muros, entre le canal du Miroir et la porte de Damme.

### Lesbinnenreien

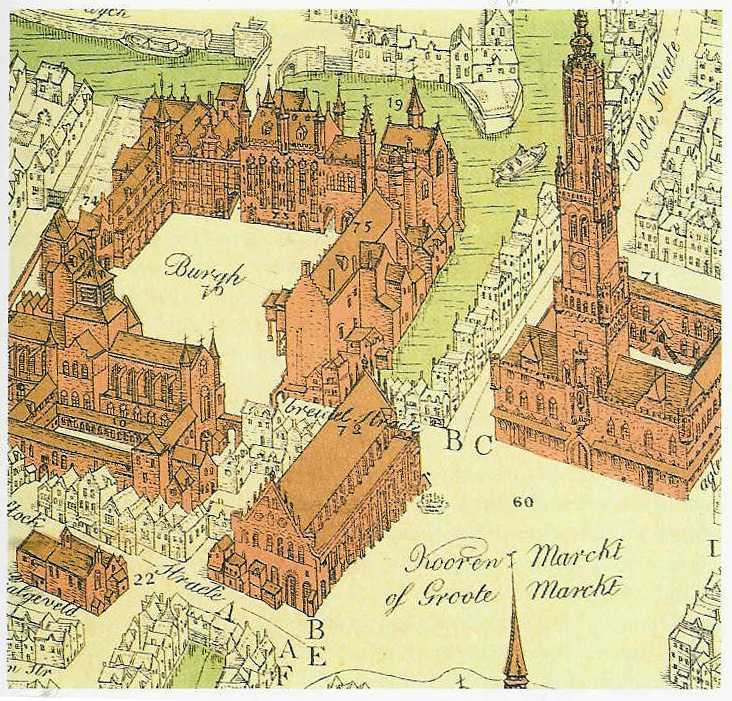
Le Kraanrei (aujourd’hui recouvert d’une voûte) sur la carte de Marcus Gerards, avec le Waterhalle (en bas au centre gauche) occupant le côté oriental de la Grand'Place. Le canal figuré en haut, parallèle au bord supérieur de l'image, est le Groenerei.

À côté de ce cours principal de la Reie entre le Lac d'Amour (en néerlandais : Minnewater) au sud et la porte de Damme (en néerlandais : Dampoort) au nord existent en outre dans le vieux Bruges les dénommés binnenreien, soit reies intérieures. Le mot Reie en effet s’est mué en un nom commun (avec pour pluriel reien et pour diminutif reitje) et est venu à désigner toute voie navigable dans Bruges, perdant, en même temps que sa majuscule, son e final, mais susceptible à présent de se combiner à d’autres mots pour servir de dénomination (avec majuscule) non seulement à des voies d’eau, mais aussi aux quais qui les longent : le Langerei p. ex. est bordé à l’ouest par le quai nommé Langerei et à l’est par le quai Potterierei. Dans plusieurs cas, comme nous l’avons indiqué, il n’est pas clair si la voie d’eau concernée représente un cours d’eau naturel (fortement canalisé ou non, au cours rectifié ou déplacé, au lit rétréci) ou un canal creusé artificiellement par la main de l’homme ; quoi qu’il en soit, le caractère artificiel avéré d’une voie d’eau n’est pas incompatible avec le fait de porter un nom se terminant par –rei, c’est le cas notamment de l’ancien Smedenrei (désormais voûté), ou, de façon plus flagrante encore, du quai droit de la Coupure — canal creusé au XVIIIe siècle —, qui porte le nom de Predikherenrei (en français quai des Dominicains). Le terme de binnenreien est venu ainsi à désigner collectivement l’ensemble des voies navigables (pour vaisseaux à fond plat) au-dedans du périmètre de la vieille ville — voies navigables dont il est peu en définitive dont on puisse dire avec certitude qu’il n’est pas le produit de transformation d’un cours d’eau naturel existant (affluent, ramification) et qu’il est à coup sûr entièrement l’œuvre de l’homme. 
La plupart des historiens s’accordent sur le tracé des premiers remparts de la ville de Bruges, construits en 1127 : il coïncide en grande partie avec le cercle (ou l’ovale) formé par les binnenreien Sint-Annarei à l’est, Groenerei et Dyver au sud, et le Smedenrei (qui passe sous la place Het Zand ; aujourd’hui voûté) prolongé par la séquence Speelmansrei/Augustijnenrei/Goudenhandrei à l’ouest et au nord. La plupart de ces reien existaient déjà en 1127, et les constructeurs de ces remparts eurent le loisir de les intégrer dans leurs plans. La seule douve à devoir être creusée à neuf fut le Smedenrei, dont le nom ancien, Poortgracht (gracht = fossé, canal), indique assez qu’il s’agit d’un cours d’eau artificiel, qu’il fallut creuser dans l’épaulement de sable du Zand.
Dans la seconde moitié du XVIIIe siècle, quelques segments de rei furent comblés, parce qu’ils n’avaient plus aucune utilité économique ou qu’ils représentaient, par leurs effluves, un danger pour la santé publique. C’est le cas du Kraanrei, qui apparut se trouver, lors d’une inspection en 1780, dans un état avancé de délabrement, les quais menaçant de s’effondrer. Après avoir écarté l’option de réfections, jugées trop onéreuses, la municipalité décida de combler ce segment, de démolir le pont en mauvais état qui l’enjambait, et d’aménager à cet endroit une place, nommée d’abord place de l’Académie, puis, et jusqu’à ce jour (2018), Jan Van Eyckplein ; la Reie fut ici réduite à une étroite canalisation d’égout passant sous la place. Ensuite, entre 1793 et 1795, le comblement du Kraanrei fut poursuivi plus au sud jusqu’à la Kraanplein, et enfin vint le tour du tronçon entre Kraanplein et Philip Stockstraat (près de la Grand’Place), en 1856. Toujours dans les dernières décennies du XVIIIe siècle, le Pandreitje (artificiel), qui communiquait avec le Dijver à la hauteur du quai du Rosaire, subit le même sort (avant 1773), ainsi que le Vuldersreitje (à partir de 1783 et jusque dans les années 1960) et une partie du Vuil Reitje (pour une partie dès 1788, la portion restante en 1835),. Ce néanmoins, le réseau brugeois actuel de canaux et de cours d’eau se recoupe encore dans une large mesure avec ce qu’il fut au Moyen Âge.
Si quelques voies d’eau médiévales ont ainsi disparu à partir de 1780, l’on avait en contrepartie assisté, quelques décennies plus tôt, en 1751-1753, à l’apparition d’un nouveau canal, appelé la Coupure, raccordant le Sint-Annarei à la douve extérieure (buitenvest), donc au canal de Gand, et parachevant ainsi la liaison navigable entre la ville de Gand et la mer.

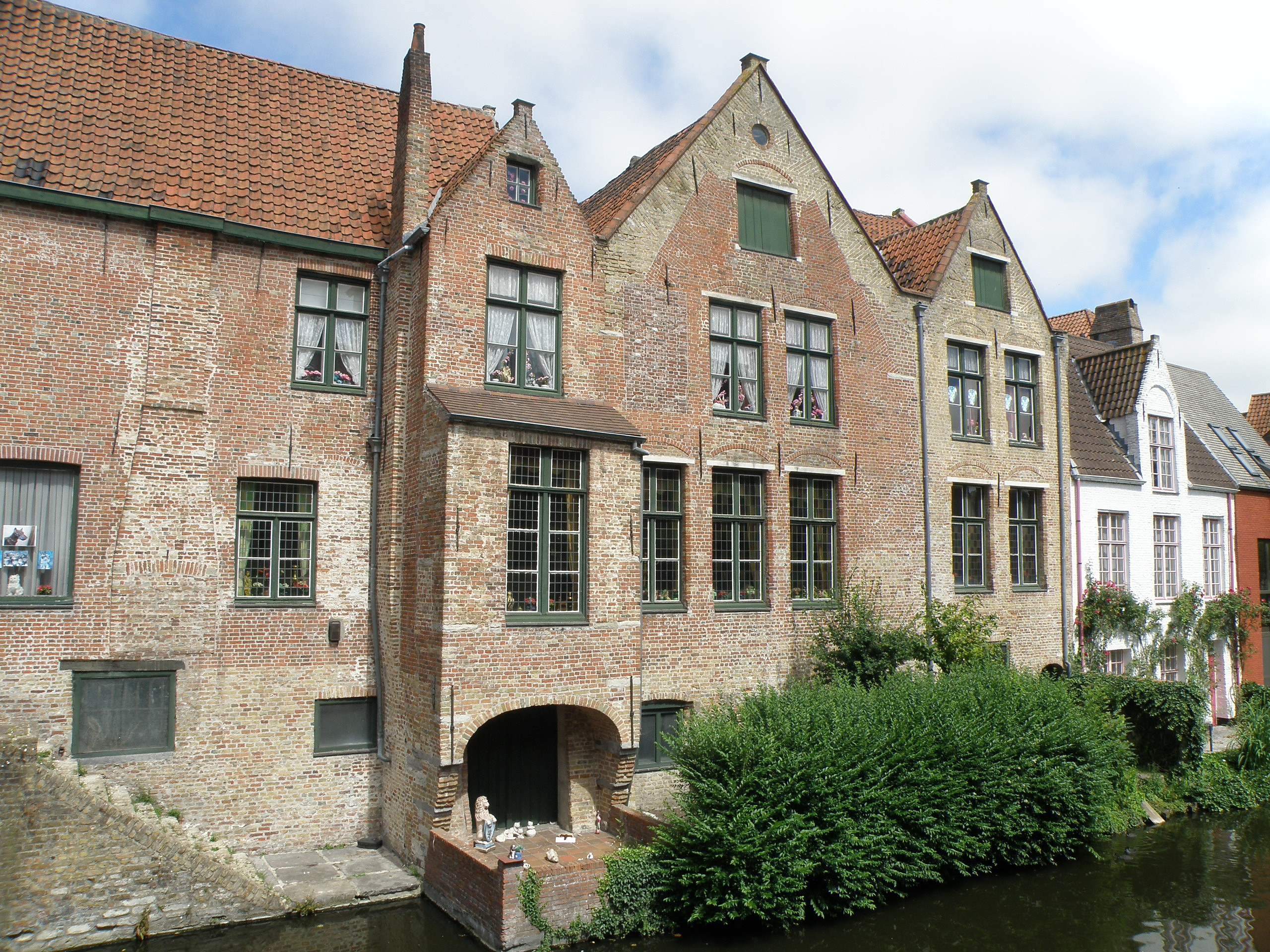
Le canal des Augustins (Augustijnenrei).
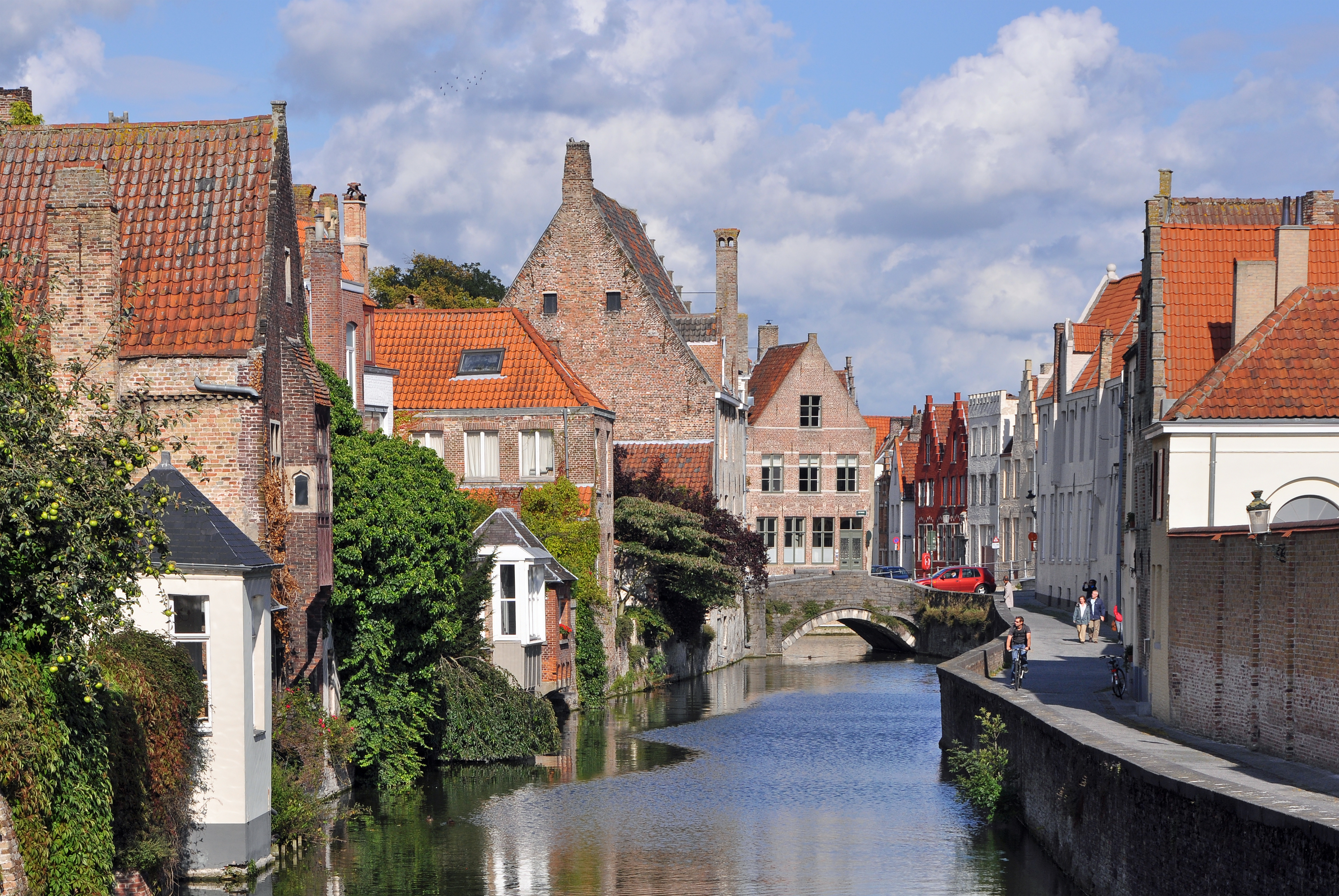
Le canal de la Main d’or (Goudenhandrei).
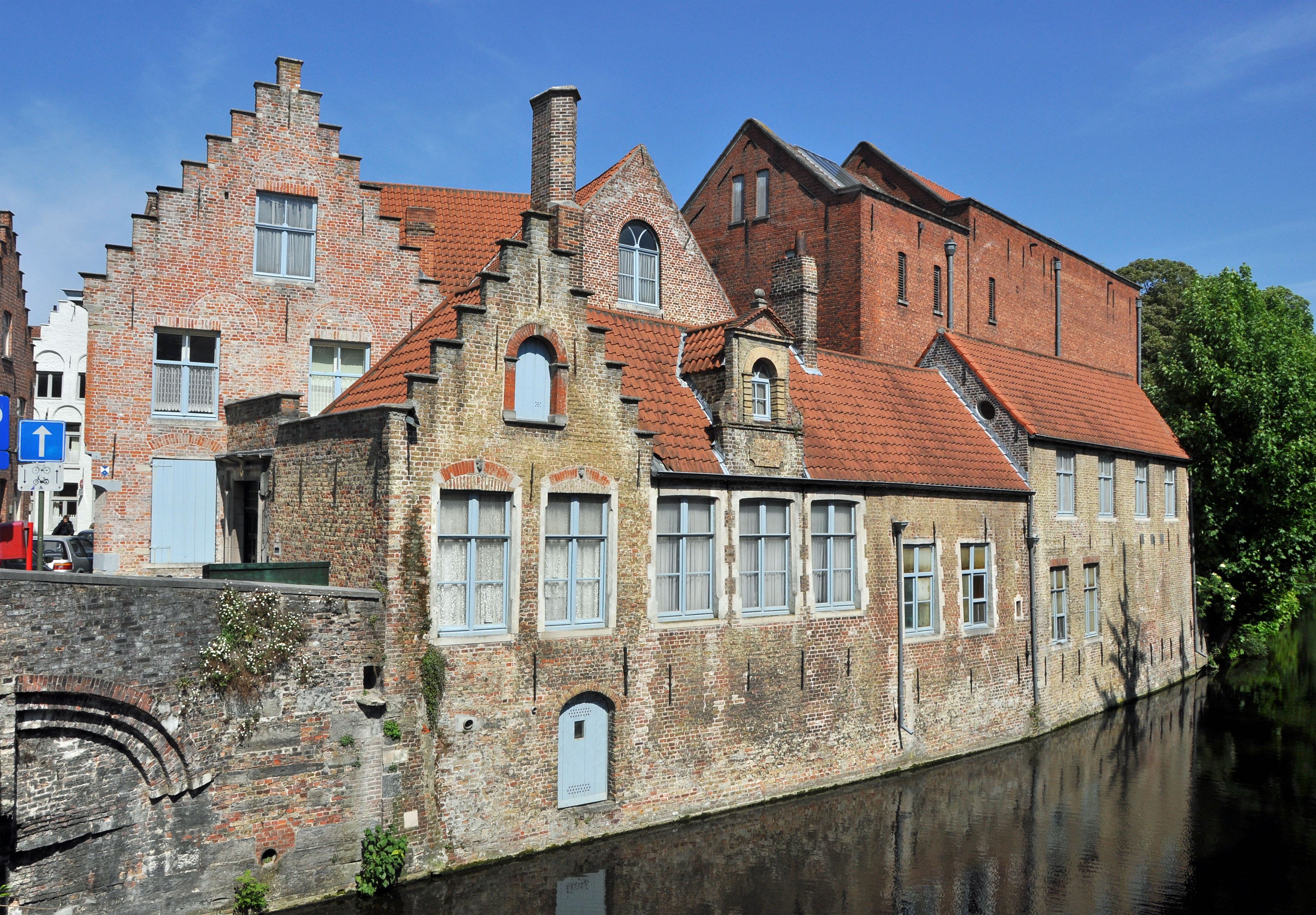
Loge maçonnique La Flandre sur le Speelmansrei.
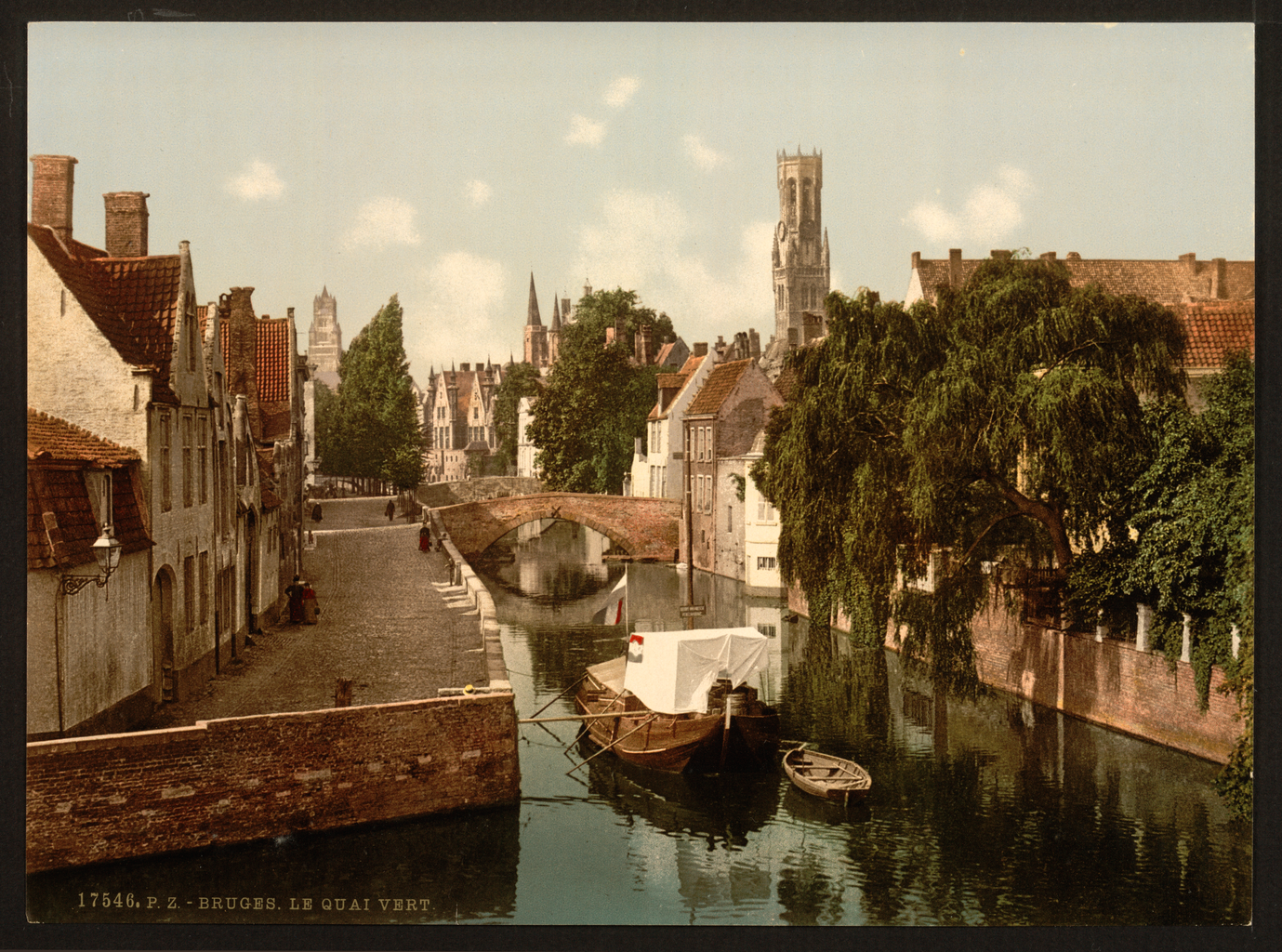
Le quai Vert (Groenerei), sur une carte postale ancienne.
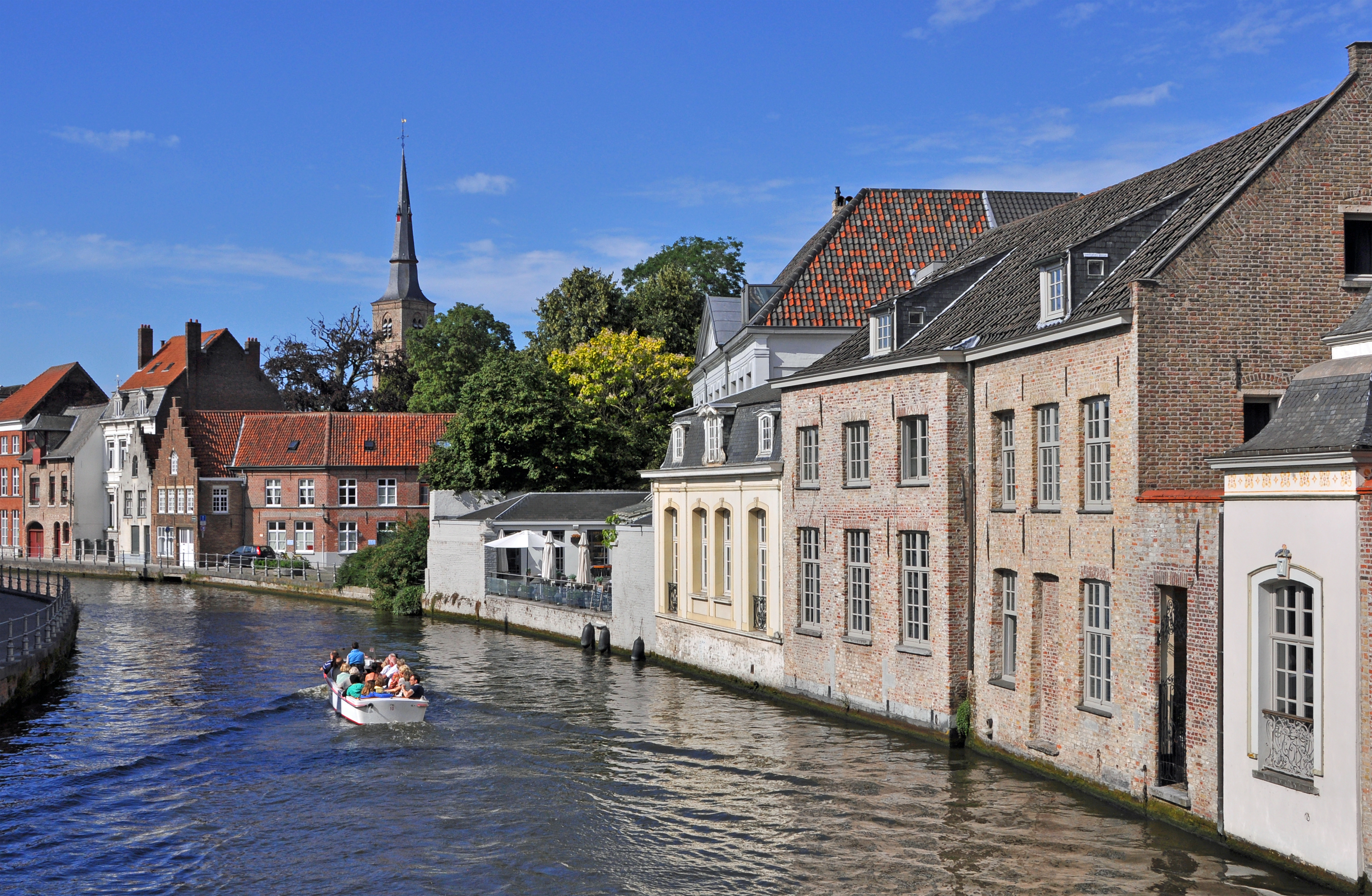
Canal et quai Sainte-Anne (Sint-Annarei).

## Affluents
Avant de pénétrer dans Bruges, la Reie accueillait sur sa gauche le ruisseau Kerkebeek, juste avant de croiser la douve des remparts et de se précipiter dans le bassin Minnewater.
Au-dedans du périmètre de la ville (intra muros), la Reie accueillait les eaux de plusieurs ruisseaux ; ce sont, sur sa rive gauche (à l’ouest) : le Boterbeek, le Lane et le Vuil Reitje ; sur sa rive droite, le Vuldersreitje. 
Le Boterbeek, venant de l’ouest, pénétrait dans la vieille ville à peu près à l’endroit où se trouve l’actuelle gare de Bruges. À partir de là, le ruisseau suivait un tracé non reconstituable à travers la dépression des meerses (zone anciennement marécageuse autour des actuelles rues Oostmeers et Westmeers) et débouchait sans doute dans la Reie aux environs du béguinage. Une autre hypothèse, peu probable compte tenu de la configuration du terrain, tient que le Boterbeek, après avoir franchi les remparts, se dirigeait, sous la forme de l’actuel Capucijnenreitje (ou Capucienenreitje), droit vers le nord pour rejoindre quelques centaines de mètres plus loin le tracé Speelmansrei-Augustijnenrei-Goudenhandrei.
Le Vuldersreitje suivait autrefois un cours tortueux dans l’est de la ville, aux alentours des rues Vuldersstraat, Langestraat, Rodestraat et Molenmeers. De grandes portions en avaient été conservées jusque dans les années 1960, quand elles finirent par être comblées à leur tour. Il n’est pas sûr que le Vuldersreitje représente un cours d’eau naturel, mais le cours sinueux et son trajet à travers une dépression rendent cela plausible. Le ruisseau se jetait dans le Sint-Annarei un peu en aval du Molenbrug.
La Lane, qui prenait sa source à Varsenare, aurait coulé parallèlement à l’actuelle rue Lane à Bruges pour suivre ensuite, à partir du pont Sleutelbrug, le tracé Augustijnenrei-Goudenhandrei. Des recherches archéologiques ont permis d’établir que l’Augustijnenrei (quai des Augustins, sur la carte de Popp) et le Goudenhandrei (quai de la Main d’or) ont vu le jour dans un terrain marécageux de basse altitude, par la canalisation d’un cours d’eau naturel qui y courait, lequel correspond peut-être à la Lane.
À signaler enfin le Vuil Reitje (vuil = sale), qui coulait jusqu’en 1835 dans la rue Annunciatenstraat pour venir mourir à la hauteur de la rue Bidderstraat, soit après un cours de quelques centaines de mètres seulement. L’on ne saurait dire si ce cours d’eau est naturel ou s’il est entièrement de la main de l’homme. Des restes de murs de quai ont été portés au jour en 1983 lors de travaux de voirie.

## Cours inférieur et embouchure

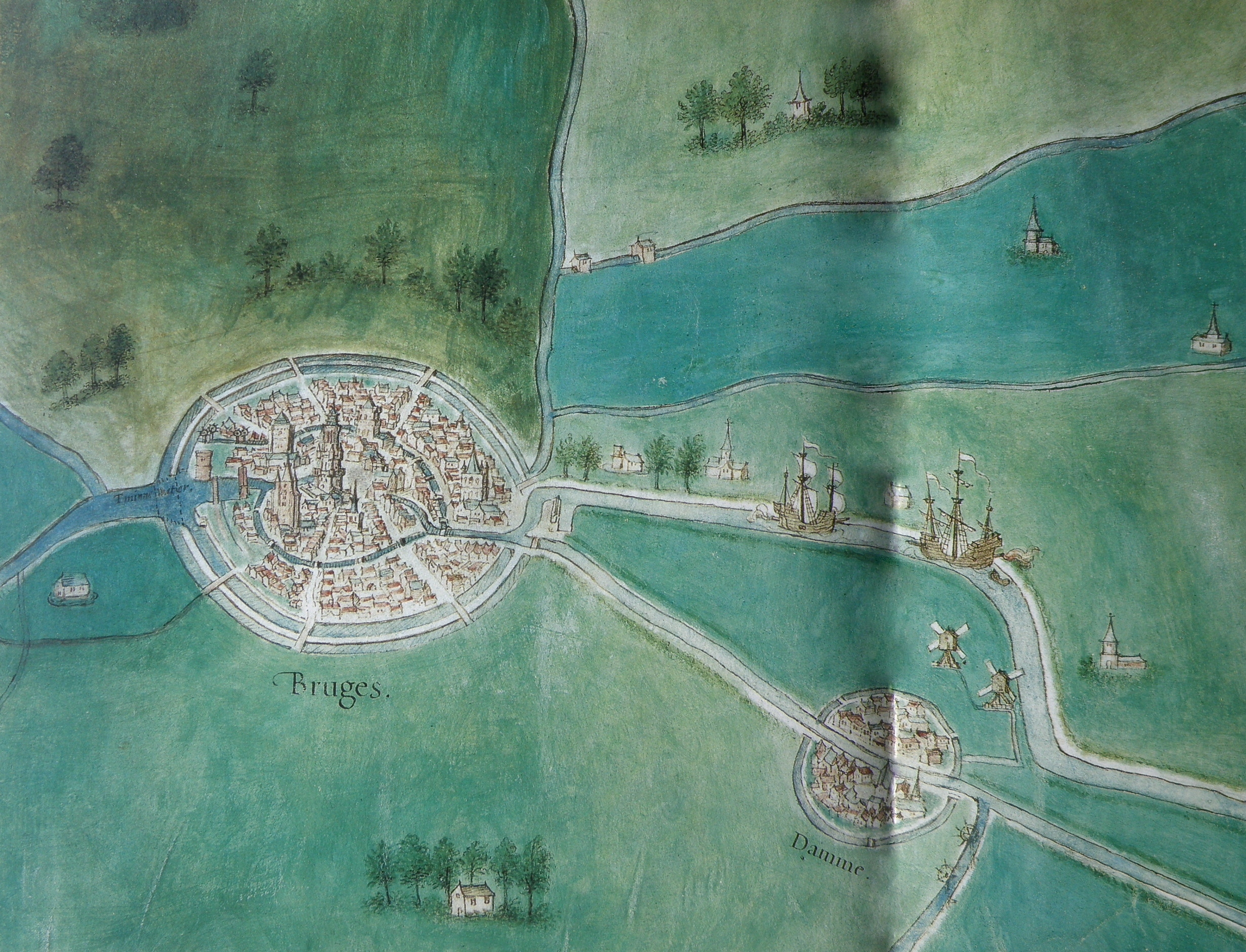
Carte anonyme du dernier quart du XVIe siècle (détail), figurant les voies navigables entre Bruges et Damme. Le nord est orienté à droite. En bas : le canal de Damme. Le cours d’eau en haut, où voguent quelques navires de mer, est le Verse Vaart, créé par approfondissement du lit du Vieux Zwin entre 1564 et 1566.

Jusqu’au XIe siècle, le port de Bruges était relié sans interruption à la mer par un chenal à marée. Le mouvement des marées était perceptible jusque dans le nord de la ville, mais il ne semble pas que des zones substantielles de la ville elle-même aient jamais été baignées par de l’eau de mer. Dans le nord de Bruges, la Lange Rei était raccordée, depuis le début de notre ère au moins, à ce chenal, et devait permettre à des navires à fond plat de s’avancer sans difficulté jusque dans la future ville. Ce chenal traversait au nord de Bruges, à partir de la rue 's Gravenstraat, une étendue de vasières, inondable à marée haute, et était en communication avec la mer du Nord à la hauteur de l’actuelle ville de Blankenberge. Dans l’actuelle zone portuaire, ainsi que dans l’extrême nord du centre historique de Bruges, ont été découvertes, sur la rive droite dudit chenal, des traces d’un peuplement gallo-romain. Il apparaît clairement qu’à cette époque-là, le Lange Rei et la « crique blankenbergeoise » constituaient ensemble la principale voie de navigation en direction de la mer.

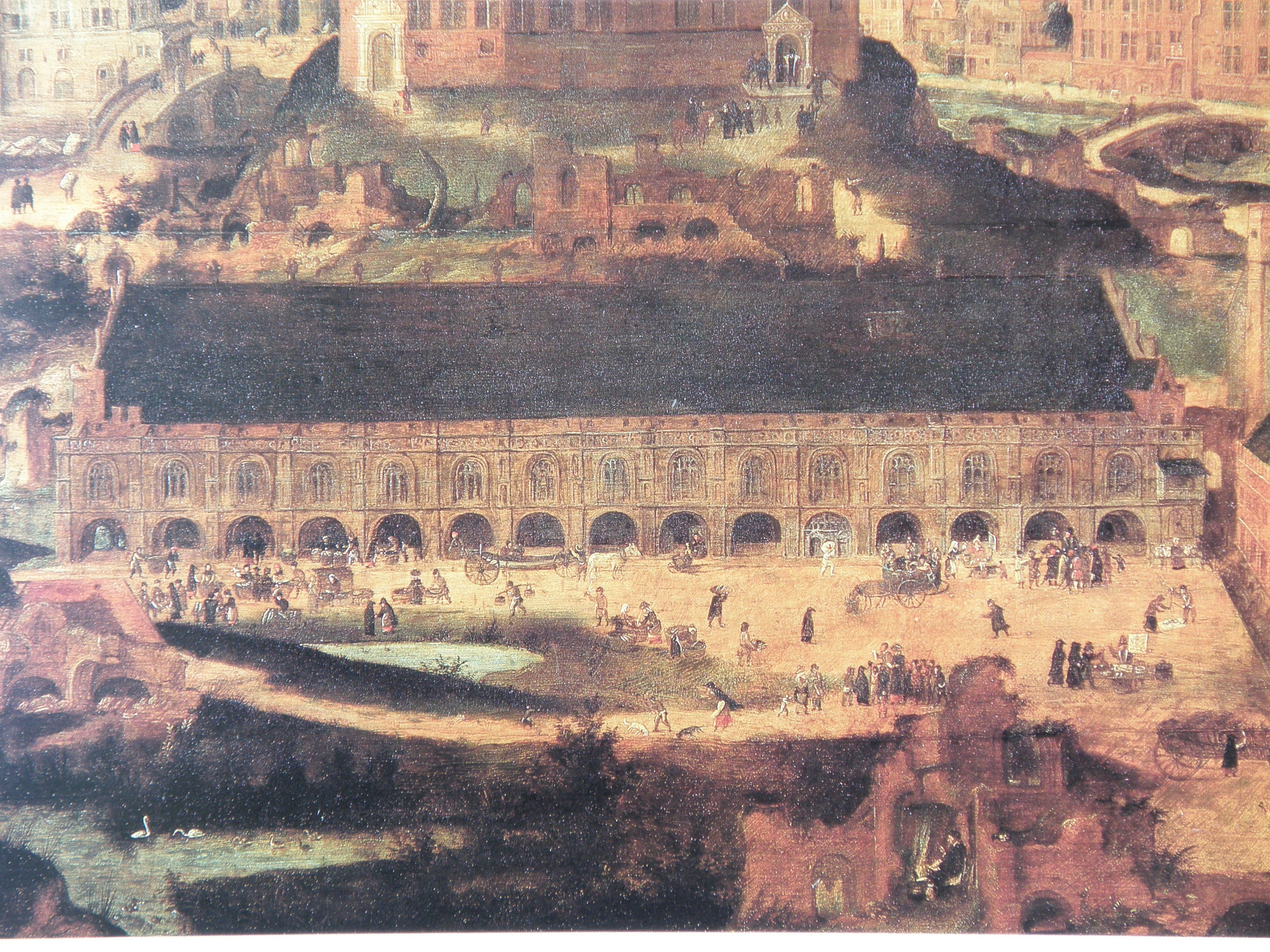
La Waterhalle sur le tableau des Sept merveilles de Bruges (attribué à Pieter Claeissens l'Ancien, troisième quart du XVIe siècle).

À un certain moment, peut-être au Xe siècle, le vieux chenal, qui courait droit vers le nord, finit par s’ensabler, et un contact s’établit alors, de façon naturelle, avec le réseau de criques du Sincfal (ou Zinkval, selon la norme orthographique moderne), qui deviendra ultérieurement le Zwin. La zone immersible au nord de Bruges fut cernée de digues et aménagée en polders. Le nouveau lit par lequel les eaux de la Reie s’écoulaient vers le Sincfal fut bientôt canalisé, tant à l’effet de garantir le draînage que d’assurer l’accessibilité de Bruges pour la navigation. En octobre 1134 un violent raz-de-marée eut pour effet d’élargir considérablement le Sincfal et de donner lieu à la formation d’un chenal profond, appelé Zwin, lequel se prolongeait jusqu’à l’endroit où s’érigera plus tard la localité de Damme. Peu après, les Brugeois construisirent un canal reliant le port de Bruges au chenal nouvellement formé. Au point où ce canal se raccordait, par le biais d’une écluse, avec le chenal naturel, une nouvelle implantation se créa, qui prit nom de Damme et acquit dès 1180 des privilèges urbains. À l’autre bout, au nord de Bruges, le canal débouchait latéralement dans le Langerei.
Si l’écluse à Damme permettait de maintenir l’eau du canal à un niveau constant, de nouvelles écluses construites à Bruges même permirent de réguler le niveau dans les reies et d’obtenir que les activités portuaires ne fussent plus limitées à la seule zone du Lange Rei. Le centre de gravité du commerce se déplaça alors vers le Kraanrei, et c’est sur la portion sud de ce cours d’eau que fut érigée en 1284, sur le côté oriental de la Grand’Place, la Waterhalle, qui servit à la fois de quai de déchargement couvert et d’entrepôt, et qui resta en usage jusqu’à la fin de l’Ancien Régime. Un peu plus au nord, le long du même Kraanrei, fut monté en 1292 la célèbre grue municipale (le mot néerlandais kraan signifie grue).